# 森下 (江東区)
森下（もりした）は、東京都江東区の町名。現行行政地名は森下一丁目から森下五丁目。住居表示実施済区域。

## 地理
東京都江東区の北西部に位し、深川地域に属する。北で墨田区菊川、東で猿江、南で白河、西で高橋・常盤および新大橋と隣接する。町域の東辺を大横川、南辺を小名木川と接する。商業地として多くの商店が軒を連ねている。木場に所在する深川警察署 ・深川消防署の管轄区域内に当たる。

### 河川
- 大横川 - 猿江橋が架かる。
- 小名木川 - 新高橋・大富橋・東深川橋・西深川橋が架かる。

## 歴史
江戸時代には深川神明宮の門前町として栄えてきた場所である。現在では周辺と同様の住宅地、商業地となったが、この区域にはかつては隣接する猿江と並んでドヤ街が存在し、日雇い労働者が多く暮らしていた。森下三丁目にあった木場公共職業安定所深川労働出張所では、現在は労務者の手配は行っていない。深川労働出張所の周囲にはビジネスホテル街があるが、これはかつての簡易宿泊所が姿を変えたものである。カレーパン発祥とされる店舗が存在することからカレーパン発祥地の常盤と共に、森下は「カレーパンのまち」としての側面を持つ。

### 地名の由来
江戸初期に深い森があったためといわれる、

## 世帯数と人口
2023年（令和5年）1月1日現在（東京都発表）の世帯数と人口は以下の通りである。
| 丁目       | 世帯数    | 人口     |
| ---------- | --------- | -------- |
| 森下一丁目 | 967世帯   | 1,467人  |
| 森下二丁目 | 1,257世帯 | 1,884人  |
| 森下三丁目 | 2,264世帯 | 3,595人  |
| 森下四丁目 | 1,511世帯 | 2,453人  |
| 森下五丁目 | 882世帯   | 1,446人  |
| 計         | 6,881世帯 | 10,845人 |

### 人口の変遷
国勢調査による人口の推移。
| 年                 | 人口   |
| ------------------ | ------ |
| 1995年（平成7年）  | 8,805  |
| 2000年（平成12年） | 8,886  |
| 2005年（平成17年） | 9,306  |
| 2010年（平成22年） | 9,604  |
| 2015年（平成27年） | 9,984  |
| 2020年（令和2年）  | 10,656 |

### 世帯数の変遷
国勢調査による世帯数の推移。
| 年                 | 世帯数 |
| ------------------ | ------ |
| 1995年（平成7年）  | 3,820  |
| 2000年（平成12年） | 4,181  |
| 2005年（平成17年） | 4,633  |
| 2010年（平成22年） | 5,078  |
| 2015年（平成27年） | 5,680  |
| 2020年（令和2年）  | 6,493  |

## 学区
区立小・中学校に通う場合、学区は以下の通りとなる（2023年4月時点）。
| 丁目       | 番地 | 小学校               | 中学校                 |
| ---------- | ---- | -------------------- | ---------------------- |
| 森下一丁目 | 全域 | 江東区立八名川小学校 | 江東区立深川第二中学校 |
| 森下二丁目 | 全域 | 江東区立深川小学校   | 江東区立深川第一中学校 |
| 森下三丁目 | 全域 | 江東区立深川小学校   | 江東区立深川第一中学校 |
| 森下四丁目 | 全域 | 江東区立深川小学校   | 江東区立深川第一中学校 |
| 森下五丁目 | 全域 | 江東区立深川小学校   | 江東区立深川第一中学校 |

## 交通

### 鉄道
- 都営地下鉄新宿線 ○森下駅
- 都営地下鉄大江戸線 ○森下駅

### バス
町域内には、森下駅前、新大橋、森下五丁目の停留所がある。以下の路線が町域内を通っており、東京都交通局により運行されている。
- 急行06系統（清澄通り）
- 業10系統（三ツ目通り）
- 錦11系統（新大橋通り）
- 門33系統（清澄通り）

### 道路
- 東京都道50号東京市川線（新大橋通り）
- 東京都道319号環状三号線（三ツ目通り）
- 東京都道463号上野月島線（清澄通り）
- 高橋夜店通り（別名のらくろーど。『のらくろ』の作者田河水泡の記念館がある）

## 事業所
2021年（令和3年）現在の経済センサス調査による事業所数と従業員数は以下の通りである。
| 丁目       | 事業所数  | 従業員数 |
| ---------- | --------- | -------- |
| 森下一丁目 | 108事業所 | 811人    |
| 森下二丁目 | 147事業所 | 780人    |
| 森下三丁目 | 130事業所 | 1,444人  |
| 森下四丁目 | 108事業所 | 1,167人  |
| 森下五丁目 | 76事業所  | 636人    |
| 計         | 569事業所 | 4,838人  |

### 事業者数の変遷
経済センサスによる事業所数の推移。
| 年                 | 事業者数 |
| ------------------ | -------- |
| 2016年（平成28年） | 586      |
| 2021年（令和3年）  | 569      |

### 従業員数の変遷
経済センサスによる従業員数の推移。
| 年                 | 従業員数 |
| ------------------ | -------- |
| 2016年（平成28年） | 5,106    |
| 2021年（令和3年）  | 4,838    |

## 施設
- 東京消防庁第七消防方面本部
- 森下文化センター
  - 田河水泡・のらくろ館 - 森下文化センター内に併設。
- 木場公共職業安定所深川労働出張所
- 江東区立深川第一中学校
- 東京都立墨田工科高等学校
- 森下保育園
- 森下町郵便局
- 森下公園
- 高森公園
- 五軒堀公園 - 敷地の南半が町域内に当たる。
- 六軒堀児童遊園 - 敷地の南縁が町域内に当たる。
- 菊一児童遊園 - 敷地の西南部が町域内に当たる。
- 森下三丁目第一児童遊園
- 森下三丁目第二児童遊園
- 森下三丁目第三児童遊園
- 森下四丁目児童遊園
- 森下五丁目児童遊園
- 森下五丁目第二児童遊園
- 東深川橋児童遊園
- 深川神明宮

## その他

### 日本郵便
- 郵便番号 : 135-0004[3]（集配局 : 深川郵便局[15]）。